# Tale of Tales
Tale of Tales ist ein belgisches Entwicklungsstudio für Computerspiele mit Sitz in Gent.

## Geschichte
Gegründet wurde Tale of Tales Firma 2002 von Auriea Harvey und Michaël Samyn mit dem Anspruch, Kunst und Computerspiele zu verbinden. Im Juni 2015 verkündete die Firma, sich aufgrund des finanziellen Misserfolgs von Sunset nicht mehr mit der Produktion kommerzieller Videospiele zu befassen. Seitdem setzen Harvey und Samyn auf kontinuierliches Crowdfunding, um keine Kompromisse an den Massenmarkt mehr eingehen zu müssen. Außerdem starteten sie im Oktober 2015 eine einmalige Crowdfunding-Kampagne auf der Plattform Kickstarter, um Geld für die Finanzierung eines virtuellen Rundgangs durch eine fiktive, aber von realen flämischen Kirchen inspirierte Kirche zu sammeln. Die Kampagne erreichte ihr Finanzierungsziel von 35.000 €.

## Produkte (Auszug)
- The Endless Forest (2005)
- The Kiss: Incorporator (2007)
- The Graveyard (2008)
- The Path (2009)
- Fatale (2009)
- Vanitas (2010)
- Bientôt l’été (2012)
- Luxuria Superbia (2013)
- A Day in San Bavón (2015)
- Sunset (2015)
- L.O.C.K. (2016)